# Simdega
Simdega è una città dell'India di 33.962 abitanti, capoluogo del distretto di Simdega, nello stato federato del Jharkhand. In base al numero di abitanti la città rientra nella classe III (da 20.000 a 49.999 persone).

## Geografia fisica
La città è situata a 22° 37' 0 N e 84° 31' 0 E e ha un'altitudine di 417 m s.l.m..

## Società

### Evoluzione demografica
Al censimento del 2001 la popolazione di Simdega assommava a 33.962 persone, delle quali 17.518 maschi e 16.444 femmine. I bambini di età inferiore o uguale ai sei anni assommavano a 5.108, dei quali 2.633 maschi e 2.475 femmine. Infine, coloro che erano in grado di saper almeno leggere e scrivere erano 23.102, dei quali 12.783 maschi e 10.319 femmine.